# Tito Ebuzio Helva
Tito Ebuzio Helva (in latino Titus Aebutius Helva; fl. V secolo a.C.) è stato un politico e militare romano.

## Biografia
Fu eletto console nel 499 a.C., con il collega Gaio Veturio Gemino Cicurino, nell'anno in cui i romani condussero l'assedio di Fidenae e la presa di Crustumerium; sempre in quell'anno la città di Preneste lasciò il campo dei Latini per allearsi a Roma.
I rapporti con i Latini, che avevano portato nel 501 a.C. alla nomina di Tito Larcio Flavo a dittatore, il primo nella storia dell'Urbe, stavano rapidamente degenerando verso uno scontro che ormai non sembrava più procrastinabile.
In questa situazione di grave pericolo per Roma Aulo Postumio fu eletto dittatore e Tito Ebuzio fu nominato magister equitum; i due condussero l'esercito romano alla vittoria nella leggendaria battaglia del Lago Regillo, nel territorio della città di Tuscolo, contro la lega di città latine condotte da Ottavio Mamilio e Tarquinio il Superbo.
(Tito Livio, Ab Urbe condita libri, lib. II, par. 19)
Livio narra che durante la battaglia Ebuzio si scontrò direttamente con Ottavio Mamilio e rimasero entrambi feriti, Ebuzio al braccio e Mamilio al petto. Ebuzio ferito si ritirò nelle retrovie.
La battaglia, vinta dai romani, fu durissima e dall'esito incerto, tanto che in seguito i romani fecero discendere la vittoria dall'aiuto dei mitologici Dioscuri, Castore e Polluce. Il dittatore e il maestro di cavalleria tornarono a Roma in trionfo.